# Клиент (Рим)
Вижте пояснителната страница за други значения на Клиент.
Клиент в Древен Рим – човек, намиращ се в специфични взаимоотношения и под покровителството на даден патриций, наречен патрон. Клиентът можел да бъде свободен римски гражданин от плебейски произход, чужденец, освободен роб. Отношенията между клиента и патрона били основани върху верността (fides) и взаимните задължения (obligationes): клиентът често носел родовото име на своя патрон, участвал във всички религиозни празници на семейния му култ, нямал право да свидетелствува срещу него в съда, съпровождал го по време на война, поддържал го в политическия живот; от своя страна патронът бил длъжен да подпомага материално своите клиенти и по всякакъв начин да защитава техните интереси. Всяка сутрин клиентите се явявали пред своя патрон, за да поднесат поздравленията си (salutationes), а той им давал своя дар (sportula) – малка кошничка с продукти или ястия, впоследствие – и с пари. В Късната Република и през Императорската епоха богатите клиенти подпомагали материално патрона си. Клиентите били важна опора на политическата върхушка, често техният брой бил важно свидетелство за авторитета и обществената сила на патрона.